# ناصر سين
ناصر سين ملك آشور خلال الفترة التاريخية المحمومة التي تتراوح ما بين 1730/1720 ق.م إلى 1710/1700 ق.م، التي تنافس خلالها سبعة أشخاص من أصول غير معروفة تنافست على السلطة في آشور. ويظهر اسمه في قوائم ملوك آشور مع شرح "ابن لا أحد"، وهذا يعني أنه لا ينتمي إلى العائلة المالكة.